# بلدة ميلتون (مقاطعة كاس)
ميلتون، مقاطعة كاس (بالإنجليزية: Milton Township, Cass County, Michigan)‏ هي بلدة تقع بولاية ميشيغان في الولايات المتحدة. تبلغ مساحتها 55.5 (كم²)، وترتفع عن سطح البحر 257 م، بلغ عدد سكانها 2646 نسمة في عام تعداد الولايات المتحدة 2000 حسب إحصاء مكتب تعداد الولايات المتحدة وتصل الكثافة السكانية فيها 48 نسمة/كم2.

## وصلات خارجية
- Milton Township website
- The US50 - Cities and Towns in Michigan State
- Michigan Cities and Towns, Facts, Map, Flag, Colleges, Government, and More